# 관승

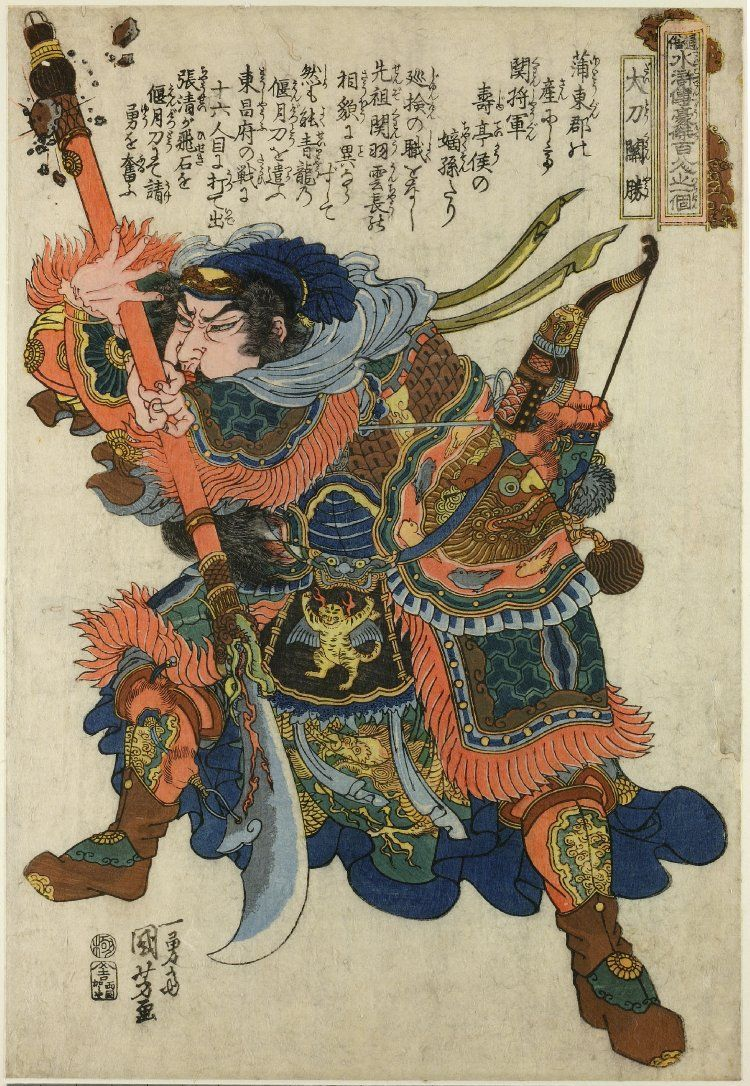
우타가와 구니요시가 그린 관승 우키요에

관승(중국어 정체자: 關勝 관성[*])은 중국의 사대기서 중 하나인 《수호전》에 등장하는 인물로, 108성 중 5위이자 천강성(天罡星)의 천용성(天勇星)에 해당한다. 삼국지연의에 등장하는 관우의 후손으로 용모도 관우와 마찬가지로 대추 같은 얼굴에 훌륭한 수염을 가진 인물이다. 관우의 수염을 닮은 주동과 달리 입·볼·턱의 세 가닥 수염으로 길쭉하다. 또 처자도 있다.
별호인 대도(大刀)에서 나타나듯이 관우와 마찬가지로 청룡언월도의 명수. 학문에도 힘쓰고 병법에도 밝다. 임충, 호연작 등 양산박의 주력 무장과도 막상막하의 실력이며 작중에서도 손꼽히는 맹장이다. 양산박을 괴롭혔던 강적을 다수 쓰러뜨렸다. 의롭고 인정이 두터워 선찬, 학사문, 선정규, 위정국 등 관승을 흠모하는 사람이 많다.

## 생애
포동현(蒲東縣)의 순검(巡檢)이었으나 선찬의 추천으로 의형제인 학사문과 함께 수도 동경 개봉부로 소환되어 양산박에 공격당한 북경 대명부의 구원군을 지휘한다. 관승은 북경 대명부에 가지 않고 직접 양산박을 급습하는 작전을 취한다. 이를 알게 된 양산박군은 황급히 북경 대명부의 포위를 풀고 양산박으로 발길을 돌려 관승의 군과 대치한다. 이 전투에서 관승은 임충, 진명 등 양산박 주력의 호걸들과 호각의 싸움을 벌이고, 더욱이 야습을 감행해 온 적의 수군을 두 차례 격파, 장횡, 완소칠 등을 사로잡는 전공을 올리지만 과거 관군이었던 호연작의 투항책에 걸려 사로잡히고 만다. 그러나 송강의 생각과 태도에 감동받아 그대로 양산박에 입산한다. 그리고 뒤이어 쳐들어온 전 부하였던 선정규를 일대일 대결로 사로잡았고, 역시 위정국을 설득하여 두 사람을 양산박으로 끌어들인다.
108명이 양산박에 모인 후에는 마군 오호장(馬軍五虎將)의 필두로 관군과 싸웠고, 양산박이 조정에 귀순한 후에는 각지의 반란군과의 전투에서도 활약한다. 요나라와의 전투에서는 적의 총 대장인 올안광을 장청 등과 함께 쓰러뜨리고, 전호와의 전투에서는 옛 친구였던 적장 당빈을 내응시키는 데 성공한다. 방랍과의 전투에서는 작중에서도 최강의 적인 석보와 호각의 사투를 벌이고, 번서의 도움을 받아 정표를 죽인다. 또 위기에 빠진 아군의 구호부대로 일하는 일도 많다.
방랍의 난 평정 후, 무절장군 대명부 정병마총관에 임명되나 병사 조련을 마치고 돌아오는 길에 음주로 낙마하여 그것이 원인이 되어 사망한다.

## 여담
북송 때 동명의 인물이 실재하고 있어 대도의 명수였다고 한다. 그러나 관우와의 연관성은 알 수 없고, 송강의 반란에도 참여하지 않았으며, 《송사》에 따르면 유예(劉豫)에게 죽임을 당했다고 한다.
이 인물이 《수호전》 관승의 모델로 여겨지고 있으며 양산박 설화의 원형이 된 서적에는 그의 이름이 많이 보인다. 남송의 《대송선화유사》에서는 양지의 화석강 운반 동료 중 한 명으로 등장했으며 양산박 36명의 명단에는 '대도 관필승'이라는 이름으로 적혀 있다. 또한 명초에 성립된 잡극 《쟁보은 삼호하산》중에서도 화영, 서녕 등과 함께 주역을 맡고 있는데, 다른 두 사람과 마찬가지로 《수호전》과는 동떨어진 한심한 느낌이 드는 인물로 묘사되고 있다.

## 대중 문화
영상 매체에서 관승을 연기한 배우는 다음과 같다.
- 우츠친: 영화 《영웅회》(1972)
- 리전치: 드라마 《수호전》(1998)
- 바오리가오: 드라마  《수호전》(2011)
- 나자웨이: 영화 《수호지의 대도관승》(2013)